# Källtjärnen (Grangärde socken, Dalarna)
Källtjärnen är en sjö i Ludvika kommun i Dalarna och ingår i Norrströms huvudavrinningsområde.